# ريكاردو هرنانديز
ريكاردو هرنانديز (بالإسبانية: Ricardo Hernández) هو لاعب كرة قاعدة فنزويلي، ولد في 23 يناير 1988 في كاراكاس في فنزويلا.

## وصلات خارجية
- ريكاردو هرنانديز على موقعبيزبول رفرنس.كوم (الدوري الثانوي) (الإنجليزية)